# Iadul e acolo unde nu există Dumnezeu
„Iadul e acolo unde nu există Dumnezeu” („Hell is the Absence of God”) este o nuveletă fantastică din 2001 a scriitorului american Ted Chiang, publicată pentru prima dată în Starlight #3 și, ulterior, republicată în „Year's Best Fantasy 2” și în Fantasy: The Best of 2001, precum și în antologia din 2002 a lui Chiang, Împărțirea la zero. A apărut și în revista Sci-Fi Magazin, numărul 5 din februarie 2008. 
A câștigat premiul Hugo pentru cea mai bună nuveletă în 2002, premiul Nebula pentru cea mai bună nuveletă și premiul Locus pentru cea mai bună nuveletă. A fost, de asemenea, finalistă a premiului Theodore Sturgeon din 2002. Nuveleta a fost tradusă și în japoneză, italiană, spaniolă, franceză, română și germană.

## Intrigă
Nuveleta are loc într-o lume în care existența lui Dumnezeu, a sufletelor, a Cerului și a Iadului este evidentă și incontestabilă și în care minunile și vizitele îngerilor sunt obișnuite - deși nu neapărat binevoitoare. Povestea se concentrează în primul rând asupra lui Neil Fisk, un văduv a cărui soție, Sarah, este ucisă de pagubele colaterale ale vizitei explozibile ale unui înger. Sufletul lui Sarah a fost văzut înălțându-se în Rai, ceea ce îl face pe nevrednicul Neil să caute cu disperare dragostea și devotamentul necesare pentru a fi pe placul lui Dumnezeu și astfel pentru a intra în Rai pentru a se reîntâlni cu Sarah. 
Povestea o urmărește, de asemenea, pe Janice Reilly, o femeie născută fără picioare, care este făcută bine de vizita unui înger. Janice, o vorbitoare motivațională și spirituală, este întâmpinată de un răspuns călduros în timpul unei întâlniri după vizita îngerului, atunci când sugerează că darul ei este o probă a devotamentului ei față de Dumnezeu, mai degrabă decât o binecuvântare. Acest lucru îl supără foarte mult pe Neil, care era prezent. 
Cititorul face apoi cunoștință cu Ethan Mead, care nu înțelege semnificația unei întâlniri cu un înger pe care a experimentat-o. Acest lucru începe să-i afecteze căsătoria, iar Ethan caută cu disperare ajutor. O întâlnește întâmplător pe Janice, care a decis să organizeze un pelerinaj într-unul dintre puținele locuri sfinte de pe Pământ, unde vizitele sunt frecvente. Neil crede că singura modalitate de a intra în Rai este să fie martor al luminii Raiului. 
În trecut, mulți oameni care au fost martori ai luminii Raiului, care apare atunci când un înger intră și iese din lumea muritorilor, au urcat în cer, indiferent de păcatele lor. Curând apare un înger care zboară peste lăcașul sfânt. Mulți pelerini prezenți încearcă cu disperare să asiste la lumina Cerului urmărind îngerul. Neil îl urmărește într-un camion, dar are un accident și este rănit mortal. Janice și Ethan încearcă să-l ajute, dar în acel moment îngerul părăsește Pământul, iar lumina Raiului cade peste Neil și Janice. 
Amândoi sunt orbiți și Neil moare. Spre șocul lui Ethan, el este martor cum sufletul lui Neil coboară în Iad. Janice pornește într-un turneu în care își descrie experiența și frumusețea Raiului. Ethan devine misionar după ce a decis că scopul primei sale vizite a fost să-l facă să se întâlnească cu Neil și să dezvăluie lumii că expunerea la lumina Raiului nu garantează intrarea în Rai. 
În Iad, Neil, găsește în cele din urmă dragostea și devotamentul său față de Dumnezeu pe care l-a căutat cu disperare, dar acceptă că nu se va reuni niciodată cu Sarah și că își va petrece eternitatea în absența lui Dumnezeu.

## Context
Chiang a afirmat că după ce a văzut filmul Profeția, el a vrut să scrie o povestire despre îngeri, dar nu s-a putut gândi la nimic care ar funcționa. Abia când a început să-și imagineze îngerii ca niște  „fenomene de o putere terifiantă, ale căror vizite se identifică cu dezastre naturale”, el a fost capabil să scrie această nuveletă. Chiang a scris că și Cartea lui Iov l-a inspirat, întrucât a ridicat întrebarea: de ce Dumnezeu i-a redat lui Iov prosperitate când morala Cărții spune că „virtutea nu este întotdeauna răsplătită”?
În interviuri, Chiang a afirmat în mod explicit că „Iadul e acolo unde nu există Dumnezeu” este doar o „simplă fantezie”, pentru că are loc într-un univers „în care metoda științifică nu funcționează”. El a spus că este vorba despre „suferință nevinovată” și despre felul în care oamenii devotați lui Dumnezeu se confruntă cu ea. El a mai spus că nuveleta examinează rolul credinței în religie și sugerează că, dacă existența lui Dumnezeu ar fi dovedită incontestabil, atunci credința nu ar mai fi aplicabilă.

## Primire
Robert J. Sawyer și David G. Hartwell au descris „Iadul e acolo unde nu există Dumnezeu” drept „cea mai bună povestire SF din 2002”. În schimb, John C. Wright a numit-o „o adevărată propagandă anticreștină”. Elf Sternberg a comparat nuveleta cu romanul din 1945 Marea despărțire scris de C.S. Lewis, spunând că, dacă Lewis este un susținător al lui Dumnezeu, Chiang este „mult mai ambivalent”.
China Miéville a numit „Iadul e acolo unde nu există Dumnezeu” cea mai bună povestire a colecției lui Chiang, Împărțirea la zero. El a scris că, în ciuda bazelor religioase ale povestirii, nu există nicio „morală Sturm und Drang" și că Chiang „nu arată cu degetul așa cum te-ai putea aștepta de la un intelectual liberal“.
Ken Liu a scris „Single-Bit Error”, o povestire publicată în 2009, ca răspuns la „Iadul e acolo unde nu există Dumnezeu”.

## Premii
| Premiu                                      | An   | Rezultat | Ref.   |
| ------------------------------------------- | ---- | -------- | ------ |
| Premiul Seiun                               | 2004 | Câștigat | [ 11 ] |
| Premiul Nebula pentru cea mai bună nuveletă | 2002 | Câștigat | [ 12 ] |
| Premiul Locus pentru cea mai bună nuveletă  | 2002 | Câștigat | [ 13 ] |
| Premiul Hugo pentru cea mai bună nuveletă   | 2002 | Câștigat | [ 14 ] |
| Premiul Theodore Sturgeon                   | 2002 | Finalist | [ 15 ] |

## Istoricul publicării
| Data           | Titlu                                                                     | Autor/Editor                       | Limba    | Tip       |
| -------------- | ------------------------------------------------------------------------- | ---------------------------------- | -------- | --------- |
| iulie 2001     | Starlight 3                                                               | Patrick Nielsen Hayden             | engleză  | antologie |
| iunie 2002     | Fantasy: The Best of 2001                                                 | Robert Silverberg, Karen Haber     | engleză  | antologie |
| iulie 2002     | Stories of Your Life and Others                                           | Ted Chiang                         | engleză  | colecție  |
| iulie 2002     | Year's Best Fantasy 2                                                     | David G. Hartwell, Kathryn Cramer  | engleză  | antologie |
| aprilie 2003   | I premi Hugo 2002                                                         | Gianfranco Viviani                 | italiană | antologie |
| martie 2004    | Nebula Awards Showcase 2004                                               | Vonda N. McIntyre                  | engleză  | antologie |
| iulie 2004     | The Locus Awards: Thirty Years of the Best in Science Fiction and Fantasy | Charles N. Brown, Jonathan Strahan | engleză  | antologie |
| aprilie 2006   | La tour de Babylone                                                       | Ted Chiang                         | franceză | colecție  |
| iunie 2006     | Feeling Very Strange: The Slipstream Anthology                            | James Patrick Kelly, John Kessel   | engleză  | antologie |
| februarie 2008 | Sci-Fi Magazin                                                            | Ted Chiang                         | română   | revistă   |
| decembrie 2011 | Die Hölle ist die Abwesenheit Gottes                                      | Ted Chiang                         | germană  | colecție  |
| 2011           | Împărțirea la zero                                                        | Ted Chiang                         | română   | colecție  |

- Sursa: Internet Speculative Fiction Database [1]

## Lucrări citate
- Chiang, Ted (2015) [2002]. „Hell Is the Absence of God”. Stories of Your Life and Others (ed. e-book). Picador. p. 164. ISBN 978-1-4472-8198-6.
- Chiang, Ted (2015) [2002]. „Story Notes”. Stories of Your Life and Others (ed. e-book). Picador. p. 223. ISBN 978-1-4472-8198-6.